# 张夏
张夏（?—?），萧山长山乡人。宋朝政治人物。

## 生平

張夏所發明直立式疊石塘的模型

张夏因排行六五，称十一郎官。张夏以父荫授郎官，任泗州（今属江苏盱眙）知州。仁宗景佑中，授工部郎中任浙江转运使，因築北海塘有功，封宁江侯。曾官尚书兵部郎中，嘉祐六年（1061年）赠太常少卿。

## 家族
父张亮是五代吴越国刑部尚书。

## 延伸阅读
[在维基数据编辑]